# Symphurus undecimplerus
Symphurus undecimplerus es una especie de pez de la familia Cynoglossidae en el orden de los Pleuronectiformes.

## Distribución geográfica
Se encuentran en el este del Pacífico (desde México hasta el Perú).